# Lepidopus
Cet article possède un paronyme, voir Lepidotus.
Genre
Lepidopus est un genre de poissons de la famille des Trichiuridae.

## Liste des espèces
- Lepidopus calcar Parin & Mikhailin, 1982.
- Lepidopus caudatus (Euphrasen, 1788) - sabre argenté
- Lepidopus dubius Parin & Mikhailin, 1981.
- Lepidopus fitchi Rosenblatt & Wilson, 1987.
- Lepidopus manis Rosenblatt & Wilson, 1987.

## Liste des espèces fossiles
Selon Paleobiology Database en 2022, les espèces fossiles sont les suivantes :
- †Lepidopus albyi Sauvage, 1870
- †Lepidopus anguis Sauvage, 1870
- †Lepidopus gouanianus Lacépède, 1800
- †Lepidopus lateralis Danilchenko (d), 1980
- †Lepidopus lerichei Casier (d), 1958
- †Lepidopus proargenteus Arambourg, 1927